# Curetis naga
Curetis naga är en fjärilsart som beskrevs av Evans 1954. Curetis naga ingår i släktet Curetis och familjen juvelvingar. Inga underarter finns listade i Catalogue of Life.